# 塞尼卡鎮區 (密蘇里州克里斯蒂安縣)
塞尼卡鎮區（英語：Seneca Township）是位於美國密蘇里州克里斯蒂安縣的一個行政鎮區。

## 地方資料
塞尼卡鎮區的面積為47.16平方千米，皆為陸地。根據2020年美國人口普查的數據，當地共有人口66人，而人口密度為每平方千米1.4人。